# پاله کریستینسن
پاله کریستینسن (انگلیسی: Palle Christiansen؛ زادهٔ ۲۵ ژوئن ۱۹۷۳) سیاستمدار اهل گرینلند است. او عضو دموکرات‌ها یا حزب لیبرال دموکرات گرینلند است که طرفدار اتحادیه می‌باشد. در حال حاضر وزیر آموزش و پرورش، علم و همکاری با کشورهای نوردیک است.